# Шаушгамува
Шаушгамува (д/н — 1220/1210 до н. е.) — останній володар царства Амурру в 1245—1220 роках до н. е. (за іншою хронологією — 1230—1210 до н. е.)

## Життєпис
Син царя Бентешини. Можливо, його матір'ю була Гассуліявія, донька хеттського царя Хаттусілі III. Посів трон близько 1245 (1230) року до н. е. Затверджений у владі хеттським царем Тудхалією IV, який видав за амурруського царя свою сестру. Невдовзі було укладено угоду (за різними версіями це сталося між 1245 і 1230 роками до н. е., звідси розбіжності щодо початку панування Шаушгамуви) з Хеттською державою, згідно з якою Амурру могло мати дружні відносини лише з союзниками хеттів, не повинно було торгувати та мати дипломатичні відносини з Ассирією. Також заборонялося пропускати торгівців з Аххіяви до Ассирії.
Згодом Шаушгамува опинився втягнутим у родинний конфлікт між своєю зведеною сестрою Біт-Рабіті та її чоловіком Аммістамру III, царем Угаріту. Останній тричі виганяв дружину, а потім мирився. Але зрештою подружжя розлучилися. Водночас, ймовірно, Біт-рабіті забрала частину майна й володінь, які раніше передала як посаг. Тому угарітський цар вирішив захопити колишню дружину. Втім Шаушгамува завдав угарітцям тяжкої поразки. За умовами угоди Угаріт домовився сплатити 1 талант золота та 1 талант міді. Втім хеттський цар наказав Шаушгамува видати сестру представникам Аммістамру III, який стратив колишню дружину. Натомість сплатив царю Амурру 1400 сіклів золота.
З кінця 1230-х років до н. е. Шаушгамува стикнувся з постійними вторгненнями народів моря. Близько 1220 року до н. е. цар Амурру зазнав нищівної поразки від останніх і загинув. Його країну було сплюндровано, внаслідок чого така припинила своє існування.